# Monosynamma maritimum
Monosynamma maritimum är en insektsart som först beskrevs av Wagner 1947.  Monosynamma maritimum ingår i släktet Monosynamma, och familjen ängsskinnbaggar. Arten är reproducerande i Sverige.